# Snamenka (Tambow, Snamenski)
Snamenka (russisch Зна́менка) ist eine Siedlung städtischen Typs in der Oblast Tambow in Russland mit 6167 Einwohnern (Stand 14. Oktober 2010).

## Geographie
Der Ort liegt etwa 35 km Luftlinie südlich des Oblastverwaltungszentrums Tambow bei der Mündung des linken Nebenflusses Karian in die Zna.
Snamenka ist Verwaltungszentrum des Rajons Snamenski sowie Sitz und einzige Ortschaft der Stadtgemeinde (gorodskoje posselenije) Snamenski possowet.

## Geschichte
Der Ort ist seit Anfang des 18. Jahrhunderts bekannt und nannte sich anfangs Karejan-Sagrjaschskoje. Nach Errichtung der Snamenskaja-Kirche (von russisch Snamenije für die Ikone Muttergottes vom Zeichen) 1745 bürgerte sich der Ortsname Karian-Snamenskoje ein, und schließlich in den 1920er-Jahren die heutige Form.
Am 7. März 1941 wurde Snamenka Verwaltungssitz eines neu geschaffenen, nach ihm benannten Rajons. 1971 erhielt der Ort den Status einer Siedlung städtischen Typs.

### Bevölkerungsentwicklung
| Jahr | Einwohner |
| ---- | --------- |
| 1959 | 2749      |
| 1970 | 2333      |
| 1979 | 6482      |
| 1989 | 9540      |
| 2002 | 9210      |
| 2010 | 6167      |

Anmerkung: Volkszählungsdaten

## Verkehr
Fünf Kilometer östlich von Snamenka befindet sich die Station Karian-Stroganowo bei Kilometer 34 der 1894 eröffneten Eisenbahnstrecke Tambow – Balaschow – Kamyschin. Westlich der Siedlung verläuft die föderale Fernstraße R22 Kaspi von Kaschira bei Moskau nach Astrachan. In südwestlicher Richtung zweigt eine Regionalstraße in das benachbarte Rajonzentrum Tokarjowka ab.